# Gottfried Sprondel
Gottfried Sprondel  (* 19. September 1930 in Glowitz in Pommern; † 18. September 2002) war ein deutscher evangelischer Theologe und Landessuperintendent für den Sprengel Osnabrück der Evangelisch-lutherischen Landeskirche Hannovers.

## Biografie
Sprondel war der Sohn des Pastors Walter Sprondel, der von 1927 bis 1932 in Glowitz, von 1932 bis 1945 an der Heilig-Geist-Kirche Stargard in Pommern und von 1946 bis 1956 am Bremer Dom wirkte. Gottfried Sprondel studierte nach seiner Bremer Schulzeit Evangelische Theologie an der Universität Göttingen, der Universität Heidelberg und der Universität Paris und promovierte 1963 in Göttingen zum D. theol.
Von 1959 bis 1976 war er Pastor an der Gemeinde der Liebfrauenkirche Bremen. In dieser Zeit erfolgten grundsätzliche Sanierungen an der Kirche nach Plänen von Dieter Oesterlen und der Einbau der Kirchenfenster des französischen Künstlers Alfred Manessier.
Von 1976 bis 1982 war er Superintendent des Kirchenkreises Hannover-Nordost und Pastor an der Markuskirche in der Evangelisch-lutherischen Landeskirche Hannovers. 1979 wurde er in die Synode der Evangelischen Kirche in Deutschland gewählt und vertrat dort konservative Positionen. Im gleichen Jahr wurde in der Hannoverschen Landeskirche die Synodalgruppe Lebendige Volkskirche gegründet, deren Vorsitz er übernahm. Von 1982 bis 1995 übte er das Amt des Landessuperintendenten im Sprengel Osnabrück als Nachfolger von Kurt Schmidt-Clausen aus. Ihm folgte Dieter Zinßer im Amt. Er war beteiligt an den Osnabrücker Friedensgesprächen.
1979 wurde Sprondel Ehrenritter, 1988 Rechtsritter des Johanniterordens.
Sprondels Bruder Walter Michael (1938–2024) ist emeritierter Soziologieprofessor der Universität Tübingen.

## Werke (Auswahl)
- Untersuchungen zum Selbstverständnis und zur Frömmigkeit der alten Weisheit Israels, Dissertation Universität Göttingen, 1963
- mit Jürgen Schultze: Unser Lieben Frauen, 1. Auflage 1975, 6. Auflage 1995, Deutscher Kunstverlag, München, Berlin
- Sozialgeschichtliche Forschung am AT und ihr theologischer Ertrag.